# Cour administrative (Angleterre-et-Galles)
La Cour administrative (Administrative Court en anglais) est une cour de justice spécialisée qui fait partie de la Haute Cour de justice. Elle s'occupe de la partie administrative de la loi dans la juridiction d'Angleterre-et-Galles, tout comme de la supervision juridique des tribunaux inférieurs.